# Panache Digital Games
 (février 2020).
Panache Digital Games (ou Panache Jeux Numériques en français) est un studio de développement de jeux vidéo fondé en 2014 et basé à Montréal au Québec (Canada). 

## Historique
Co-fondé par Patrice Désilets et Jean-François Boivin, le studio "se voue à développer des jeux de qualité exceptionnelle (triple i) avec goût et audace". Après presque 5 ans de développement, le studio sort son premier jeu, Ancestors: The Humankind Odyssey le 27 août 2019, édité par Private Division.

## Jeux développés
| Titre                            | Date de sortie                                    | Plate-formes                     | Éditeur          |
| -------------------------------- | ------------------------------------------------- | -------------------------------- | ---------------- |
| Ancestors: The Humankind Odyssey | 27 août 2019 (PC) 6 décembre 2019 (PS4, Xbox One) | Windows, PlayStation 4, Xbox One | Private Division |